# Basilika Santa María de la Asunción (Arcos de la Frontera)

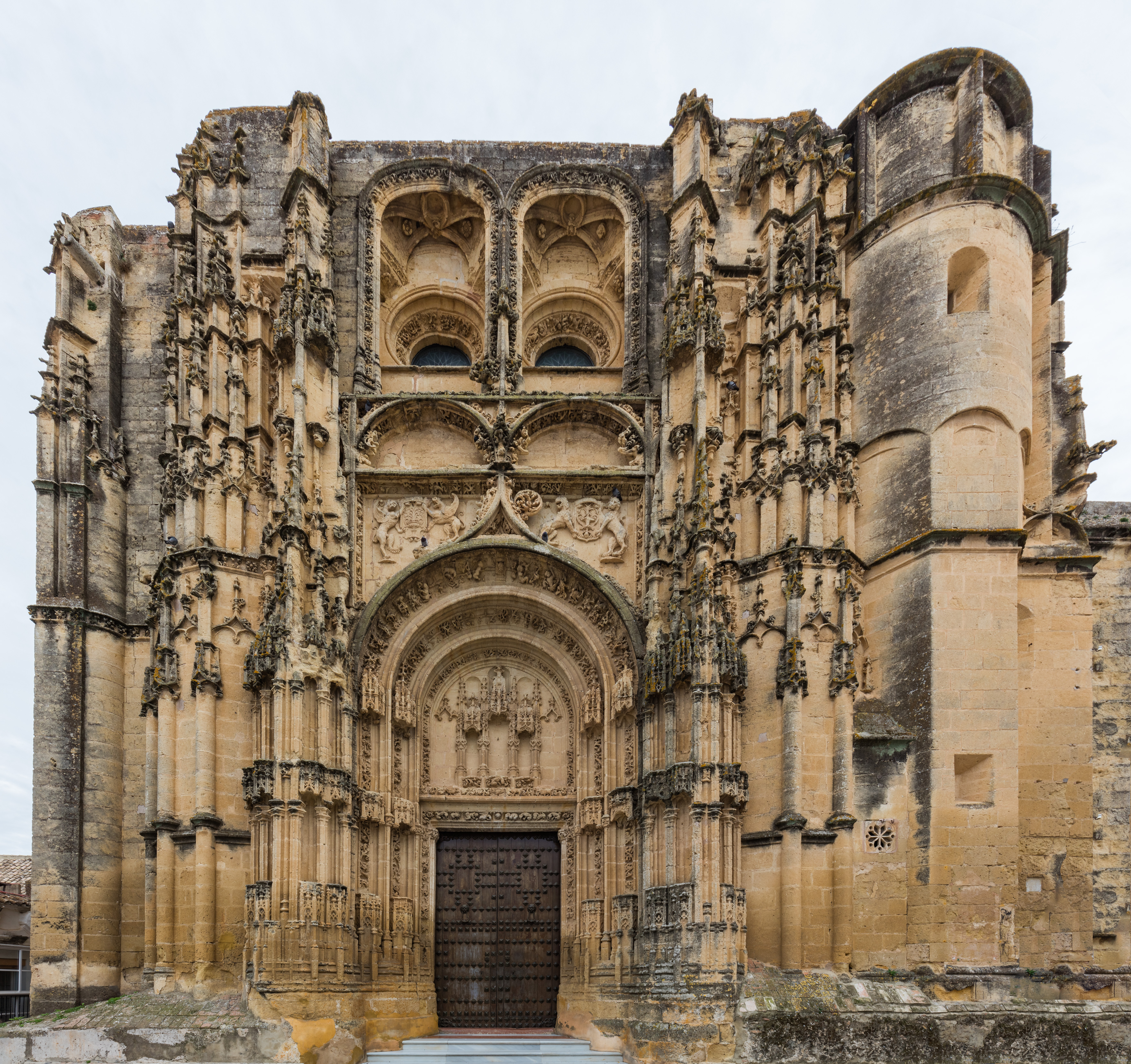
Basilika Santa María de la Asunción

Die Basilika Santa María de la Asunción (spanisch Basilika Mariä Himmelfahrt) ist eine römisch-katholische Kirche in Arcos de la Frontera in Andalusien, Spanien. Die Pfarrkirche des Bistums Asidonia-Jerez trägt den Titel einer Basilica minor. Sie wurde im 14. oder 15. Jahrhundert im Mudéjar-Stil erbaut. In der ersten Hälfte des 16. Jahrhunderts wurde sie besonders durch einen tiefgreifenden Umbau ihres Innenraum zu einer prächtigen gotischen Kirche umgestaltet. Die Fassade hingegen zeigt neben gotischen Elementen am Portal de Santa María auch Renaissance- und Barockelemente wie an der Fassade des Epistelschiffs, das von seinem riesigen Turm dominiert wird. Die Kirche Santa María wurde 1931 zum Kulturgut in der Kategorie Nationales Historisch-Künstlerisches Denkmal erklärt.

## Geschichte

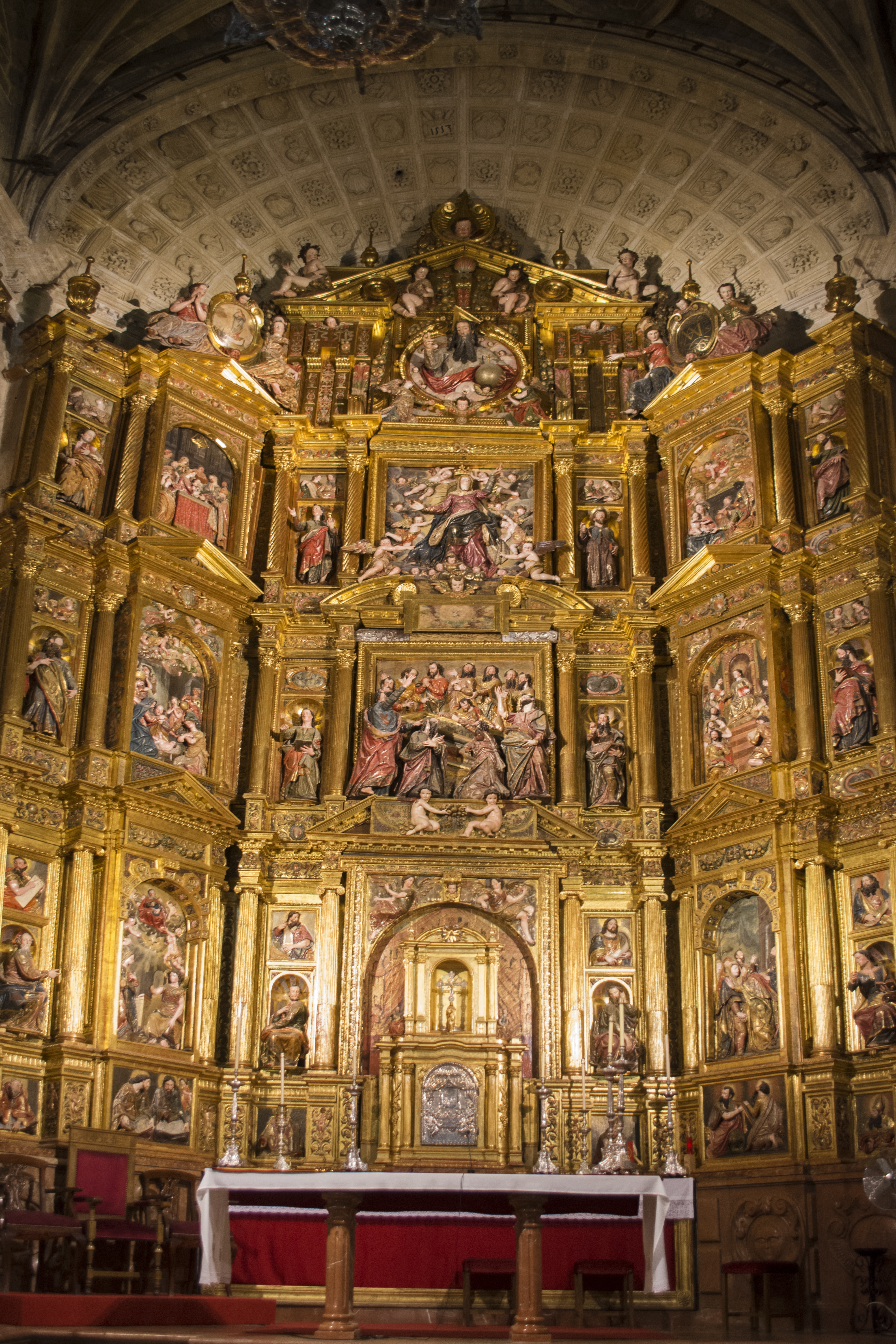
Altarretabel

Im Anschluss an die um 1520 begonnenen Arbeiten von Alonso Rodríguez und Juan Gil de Hontañón, aufeinanderfolgende Obermeister der Kathedrale von Sevilla, von deren Erzbistum Arcos abhing, übernahm Diego de Riaño die Leitung. Der Architekt kantabrischer Herkunft und einer der führenden Vertreter des spanischen plateresken Stils wurde 1528 zum Baumeister der Kathedrale von Sevilla ernannt und ab 1532 auch zum Baumeister der Kirchen von Arcos. Es ist bekannt, dass er an dieser Kirche Santa María mit einem Hallengrundriss und drei gleich hohen Schiffen arbeitete.
Sein Nachfolger wurde Martín de Gaínza, dem die Ausgestaltung und reiche Ausschmückung der Gewölbe des Chorraums, der Hauptkapelle und der Sakristei im Stil der Renaissance zugeschrieben wird, letztere mit einem zentrierten Grundriss und abgesenktem Gewölbe, dessen Schema sich von dem der Kathedrale von Sevilla ableitet, die der Meister nach dem Tod von Riaño vollendete.
Am Bau dieses Tempels war auch Hernán Ruiz II. beteiligt, der größte Vertreter der Architektur der Renaissance und des Manierismus in Andalusien und ab 1557 auch Baumeister der Kathedrale von Sevilla, dessen Anwesenheit in Arcos ab 1559 und in den folgenden Jahren dokumentiert ist, um die Arbeiten zu überwachen und anzuerkennen, und der in dieser Stadt wohnte, wo er vermutlich auch starb.
Im 18. Jahrhundert wurde sein robuster und riesiger Turm als Referenz an die Giralda entworfen, ein Werk des Architekten Vicente Catalán Bengoechea. Es handelt sich um einen unvollendeten Turm, noch weitere Etagen vorsah.

## Ausstattung
Besonders bemerkenswert an dieser Kirche ist das imposante Portal am Fußende aus der Zeit um 1520, das die Entwicklung vom Ende der Gotik zur Renaissance darstellt und feine platereske Details in den zentralen Öffnungen aufweist, die von zwei mächtigen zylindrischen Strebepfeilern flankiert werden, die reichlich mit kleinen gotischen Fialen verziert sind.
Im Inneren sticht das bedeutende Hauptaltarbild hervor. 1585 wurde es von den Künstlern Juan Bautista Vázquez el Mozo und Jerónimo Hernández geschaffen, der im folgenden Jahr starb und von seinem Schüler Andrés de Ocampo abgelöst wurde, der den größten Teil zwischen 1594 und 1608 ausführte.